# Samuel Bolton
Samuel Bolton (Londra, 1606 – Londra, 15 ottobre 1654) è stato un presbitero e teologo inglese, partecipò all'Assemblea di Westminster e fu Vice-Cancelliere dell'Università di Cambridge nel 1651.

## Biografia
Figlio di Samuel Bolton, originario del Lancashire, nacque a Londra e iniziò la sua formazione alla Manchester Grammar School, in seguito entrò in qualità di pensioner nel Christ's College dell'Università di Cambridge. Nel 1643 venne scelto per essere uno dei componenti dell'Assemblea di Westminster. Successivamente divenne ministro della Chiesa anglicana di St. Martin, nella zona londinese di Ludgate Hill, in seguito della Cattedrale di Southwark e in ultimo della chiesa di St. Andrew nel quartiere di Holborn.

Alla morte di Thomas Bainbrigg, Master del Christ's College venne eletto nel 1646 suo successore, e nel 1651 fu nominato Vice-Cancelliere dell'Università di Cambridge. Viene identificato come colui che assistette come confessore all'esecuzione per alto tradimento di Henry Rich, I conte di Holland il 9 marzo 1649. Morì il 15 ottobre 1654 dopo un lungo periodo di malattia ed il suo discorso funebre fu tenuto da Edmund Calamy il Vecchio, pastore presbiteriano, il quale aveva partecipato con Bolton all'Assemblea di Westminster. Venne seppellito senza alcuna cerimonia ufficiale da parte del mondo accademico in onore delle sue stesse volontà.

Il sermone di Bolton dal titolo The Sinfulness of Sin venne letto solennemente presso la Camera dei Comuni il 25 marzo 1646.

## Opere
- A Tossed Ship making for a Safe Harbour; or a Word in Season to a Sinking Kingdom (1644)
- he True Bounds of Christian Freedom (1645)
- A Vindication of the Rights of the Law and the Liberties of Grace (1646)
- The Arraignment of Error (1646)
- The Sinfulnesse of Sin (1646)
- The Guard of the Tree of Life (1647)